# Belsimpel
Belsimpel is een (web)winkel in mobiele telefoons en telefoonabonnementen. Het bedrijf is actief in Nederland en onder de naam Gomibo in België. Het hoofdkantoor is gevestigd in Groningen. In 2020 had het bedrijf meer dan 500 werknemers Naast een webwinkel heeft het bedrijf fysieke winkels in Groningen en Utrecht.

## Geschiedenis
Het bedrijf is in 2006 opgericht door Jeroen Elkhuizen en Jeroen Doorenbos. Zij richtten tijdens hun studietijd de DoorenbosElkhuizen V.O.F. op en startten vanuit hun studenthuis de webwinkel Metjelaptoponline.nl. In eerste instantie verkocht men dongels ten behoeve van het aansluiten van laptops op het internet. De beide oprichters meenden echter dat er meer mogelijkheden lagen in de telefonie.
In 2008 werd de naam Belsimpel.nl geregistreerd en ging een eerste versie van deze website online. De websites Belsimpel.nl en Metjelaptoponline.nl werden ondergebracht in MobielWerkt B.V.
In 2014 opende het bedrijf zijn eerste fysieke winkel aan de Vismarkt in Groningen en richtte tevens de verzekeringsmaatschappij Tulip Assist Insurance Limited op, die telefoonverzekeringen ging verkopen. Drie jaar later volgde de overname van onderdelen van concurrent Typhone, waaronder de domeinnaam en het nieuwsbriefbestand.
In 2018 werd Belsimpel het eerste officiële verkooppunt van de OnePlus-telefoons in Nederland.
In december 2020 maakte Belsimpel bekend naar 15 Europese landen uit te breiden onder de nieuwe merknaam Gomibo. In Nederland zou de naam Belsimpel wel blijven bestaan.

## Prijzen
- 2012: winnaar Deloitte Fast50 Award voor snelst groeiend technologiebedrijf van Nederland.[10]
- 2014: winnaar Winnaar Deloitte Technology Fast500 EMEA en winnaar FD Gouden Gazelle Noord-Nederland 2014.[11]
- 2015: winnaar FD Gouden Gazelle Noord-Nederland.
- 2016: winnaar Thuiswinkel Awards Publieksprijs XL in de categorie Elektronica & Telecom.